# Fat Choi Spirit
Pour plus de détails, voir Fiche technique et Distribution.
Fat Choi Spirit (嚦咕嚦咕新年財, Lik goo lik goo san nin choi), littéralement « le fantôme de Fat Choi », est une comédie hongkongaise sorti en 2002, produit et réalisé par Johnnie To et Wai Ka-fai.

## Synopsis
Andy (Edouard dans la version chinoise) est un chauffeur de taxi joueur de mah-jong endetté et en butte à un gang. Il participe à un concours de mah-jong pour soigner sa mère qui souffre de la maladie d'Alzheimer.

## Distribution
- Andy Lau : Andy (Edouard dans la version chinoise)
- Gigi Leung : Gigi
- Lau Ching-wan : Ching Wan
- Louis Koo : Louis
- Cherrie Ying : Cherrie
- Wong Tin-lam : Père de Ching Wan
- Bonnie Wong Man-wai : Mère de Andy et Louis
- Angela Tong : Joueur de Mahjong
- Wong Wah-wo : Joueur de Mahjong
- Lung Tin Sang
- Hung Wai Leung
- Yuen Ling To
- Four Tse Liu Shut
- Matt Chow